# Bisztynek (plaats)
Bisztynek (Duits: Bischofstein) is een stad in het Poolse woiwodschap Ermland-Mazurië, gelegen in de powiat Bartoszycki. De oppervlakte bedraagt 2,16 km², het inwonertal ca 2500.

## Demografie
| jaar | inwoners | opmerkingen                                               |
| ---- | -------- | --------------------------------------------------------- |
| 1782 | 2141     | [ 1 ]                                                     |
| 1816 | 2120     | [ 2 ]                                                     |
| 1831 | 2514     | [ 3 ]                                                     |
| 1858 | 3138     | van wie 2746 rooms-katholiek, 328 Evangelisch en 64 Joden |
| 1864 | 3333     | op 3 dezember                                             |
| 1971 | 3503     | van wie 330 Evangelisch en 70 Joden                       |
| 1875 | 3472     | [ 7 ]                                                     |
| 1880 | 3471     | [ 7 ]                                                     |
| 1890 | 3232     | davon 285 Evangelische und 58 Juden                       |
| 1900 | 3151     | [ 8 ]                                                     |
| 1933 | 3265     | [ 7 ]                                                     |
| 1939 | 3163     | [ 7 ]                                                     |
| 2004 | 2555     | [ 9 ]                                                     |
| 2016 | 2425     | [ 10 ]                                                    |

## Verkeer en vervoer

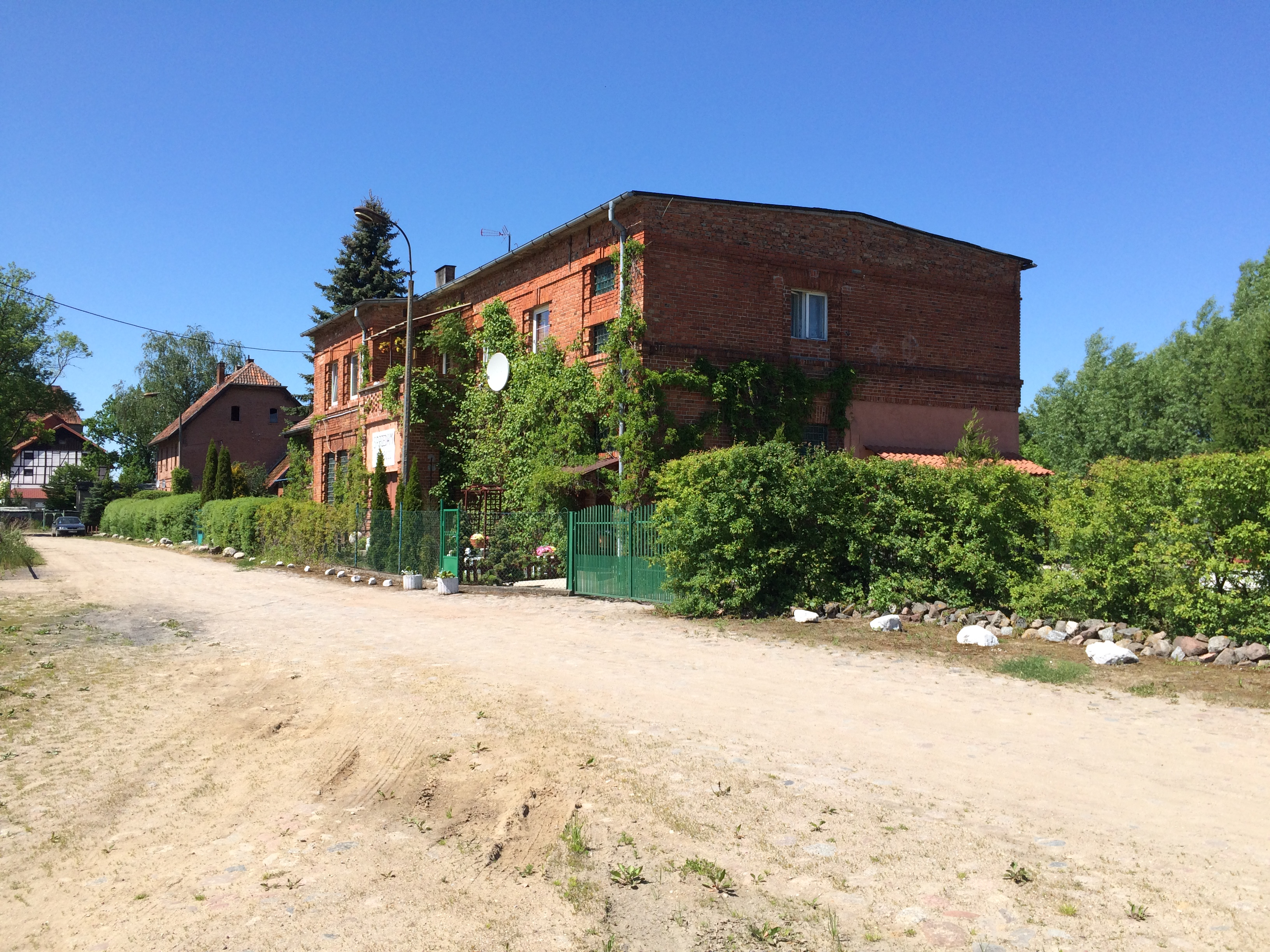
voormalig stationsgebouw Bisztynek

- De spoorlijn langs Station Bisztynek is vernietigd in 1945 door het Rode Leger aan het eind van de Tweede Wereldoorlog. Het stationsgebouw is tegenwoordig een woonhuis.
- Hoofdweg 57 verbindt Bisztynek met Bartoszyce en Warschau.

## Sport en recreatie
- Door deze plaats loopt de Europese wandelroute E11. De E11 loopt van Den Haag naar het oosten, op dit moment de grens Polen/Litouwen. Ter plaatse komt de route van het westen van Sułowo en vervolgt in oostelijke richting naar Sątopy-Samulewo.